# Otto-Hermann Brücker
Otto-Hermann Adolf Brücker (ur. 17 października 1899 w Berlinie, zm. 12 grudnia 1964 w Weinheim) – niemiecki wojskowy, generalleutnant.

## Odznaczenia
- Krzyż Honorowy dla Walczących na Froncie (29 grudnia 1934)[1]
- Odznaka za 12-letnią Służbę w Heer (2 października 1936)[1]
- Krzyż Żelazny II Klasy (21 września 1939)[1]
- Krzyż Żelazny I Klasy (1 lipca 1940)[1]
- Czarna Odznaka za Rany (7 sierpnia 1941)[1]
- Medal za Kampanię Zimową na Wschodzie 1941/1942 (11 sierpnia 1942)[1]
- Wspomnienie w Wehrmachtbericht (30 marca 1944)[1]
- Krzyż Rycerski Krzyża Żelaznego (14 kwietnia 1945)[1]